# NGC 3671
NGC 3671 este o radiogalaxie situată în constelația Ursa Mare. A fost descoperită în 9 aprilie 1793 de către William Herschel.